# Asymbolus occiduus
Asymbolus occiduus е вид пилозъба акула от семейство Scyliorhinidae. Видът не е застрашен от изчезване.

## Разпространение и местообитание
Разпространен е в Австралия (Западна Австралия и Южна Австралия).
Среща се на дълбочина от 98 до 260 m, при температура на водата от 14,3 до 15,6 °C и соленост 35,3 – 35,6 ‰.

## Описание
На дължина достигат до 53 cm.